# Jean-Michel Cina
Jean-Michel Cina, né le 2 juillet 1963 à Salquenen, est une personnalité politique suisse, membre du Parti démocrate-chrétien (PDC). Ancien conseiller d’État en Valais, chef du Département de l'économie, de l'énergie et du territoire (DEET), il est l'actuel président de la SSR.

## Biographie
Jean-Michel Cina est originaire de Salquenen en Valais, où il réside avec son épouse Nadine et leurs deux garçons.
Après avoir effectué ses études secondaires au collège Spiritus Sanctus de Brigue, il obtient une licence en droit à l'université de Berne en 1989. Il devient ensuite collaborateur scientifique au service juridique de la Chancellerie fédérale, puis complète sa formation en obtenant son brevet d’avocat en 1995 et de notaire en 1996. Pendant dix ans, il exerce sa profession d’avocat et de notaire dans une étude à Viège.

## Carrière politique
En janvier 1993, sa carrière politique commence avec son élection à la présidence de la commune de Salquenen, poste qu’il quittera en décembre 2004. Dès 1993, il est député-suppléant au Grand Conseil, puis député en 1997, avant d’être élu au Conseil national en 1999. Il est également nommé président du groupe démocrate-chrétien aux Chambres fédérales à Berne en 2002. Il occupe ce poste lorsque son parti doit affronter la non-réélection de la conseillère fédérale PDC Ruth Metzler. Madame Metzler, dans son livre lui a reproché, ainsi qu’au conseiller fédéral Joseph Deiss et au président du PDC Suisse Philipp Stähelin, une stratégie beaucoup trop réductrice lors des élections fédérales en 2003.
Comme conseiller national, il est notamment l’incitateur en 2007 au niveau valaisan et en 2010 au niveau fédéral, d’une loi régissant les sports à risque. Élu le 9 mars 2005 au Conseil d’État valaisan, il quitte Berne et devient chef du Département de l’économie, de l’énergie et du territoire (DEET), anciennement Département de l’économie et du territoire (DET). Durant ce mandat, il occupe le poste de président du Conseil d’État en 2008 et 2009. Après sa réélection le 4 mars 2009 avec le meilleur score (40 % des voix), il est vice-président en 2009 et 2010, puis président en 2010 et 2011 du Conseil d’État. Le 1er juillet 2016, l'Assemblée des délégués de la SSR le choisit comme Président de la SSR, fonction qu'il exerce au terme de son mandat de Conseiller d'État, soit le 1er mai 2017. 

## Engagements et projets

### Tourisme
Le domaine du tourisme, central pour l’économie valaisanne, a fait l’objet de quelques discussions : tout d’abord avec la décision du Conseil d’État du 19 décembre 2006 concernant le moratoire sur les ventes de résidences secondaires aux étrangers. L’application du moratoire, qui avait pour but de réduire l’insécurité juridique et de protéger le paysage valaisan contre une urbanisation excessive, a suscité des réactions contrastées. Dans un deuxième temps, la loi sur le tourisme 2008 a provoqué le débat. La loi, qui visait essentiellement à pérenniser l’avenir de la branche touristique, a éveillé un regard très critique pour son apparente iniquité et son manque de clarté. Le peuple valaisan, amené à se prononcer par référendum, a rejeté massivement le projet de loi le 29 novembre 2009.
Les milieux touristiques, pourtant, continuent de réclamer des réformes. Afin de poursuivre cette volonté et dans le cadre de la lutte contre les lits froids, Jean-Michel Cina lance le projet « Tourisme 2015 ». Le but du projet est de mettre en place des conditions cadres favorables au développement du tourisme valaisan et d’atteindre une position de leader du tourisme alpin. Entre autres, ce projet défend la promotion commune du Valais à travers les divers secteurs du tourisme, de l’agriculture et de l’industrie et du commerce. La société regroupant les différents intérêts, de promotion intersectorielle de l’économie valaisanne, Valais/Wallis Promotion, démarre son activité au 1er janvier 2013.
En parallèle, l’Observatoire Valaisan du Tourisme est créé en 2012. Sa mission est de fournir aux acteurs touristiques des données statistiques pertinentes et actuelles, des informations crédibles, des analyses de tendances et ainsi élargir le champ des connaissances pour mieux affronter les défis actuels et futurs.

### Développement économique
Il s'implique également dans une stratégie de développement économique. Cette stratégie définit des mesures concrètes pour sa mise en œuvre et permettra ainsi d'informer la population valaisanne sur la direction que prend l'État valaisan concernant le futur économique du canton. Afin de faciliter la création et l'implantation d'entreprises en Valais, il met sur pied le projet « Business Valais ». Cette entreprise virtuelle regroupe tous les principaux acteurs de la promotion économique valaisanne. Dans le but de lutter contre la fuite des cerveaux, il soutient la création du réseau « VS-link ». En effet, 2/3 des Valaisans hautement qualifiés ne reviennent pas travailler en Valais. Ce réseau a pour but de mettre en contact les étudiants et les entreprises et de les informer des possibilités et avantages qu’ils ont à travailler ensemble.

### Agriculture
Avec l’ambition affichée de faire du Valais une destination vitivinicole incontournable au niveau suisse et européen à l’horizon 2015, il donne, en 2007, l’impulsion au projet « viti 2015 ». Le projet est mené en partenariat avec la HEC Lausanne qui rend un rapport de la stratégie marketing viticole valaisanne à adopter,. Tout en consultant régulièrement les représentants de la filière vitivinicole valaisanne, viti 2015 aboutit à la signature d’une Charte de qualité et d’un contrat de prestations,.

### Énergie
Dans le domaine de l’énergie, il participe au développement de la stratégie énergétique du Valais. Château d’eau de l’Europe, le Valais est particulièrement concerné par la production d’énergie hydraulique. Il préside le comité d’experts chargé d'élaborer la stratégie de l’énergie hydraulique du canton du Valais. Les objectifs sont de garder la majorité des revenus de la production d’électricité et de sécuriser l’approvisionnement en électricité pour le Valais. Le rapport publié le 7 juillet 2011, comprend plusieurs variantes quant à sa réalisation. Il promeut aussi l’élaboration d’une ordonnance sur l’utilisation rationnelle de l’énergie dans les constructions et les installations. Cette ordonnance vise notamment l’exemplarité des bâtiments publics et prône l’utilisation d’énergies renouvelables. Il appuie également le concept pour la promotion de l’énergie éolienne. Ce concept encourage la création d’éoliennes sur le sol valaisan par les valaisans eux-mêmes.

### Territoire
Il engage également le projet de Territoire (« ProterVW »). Le plan de développement territorial vise un développement économique équitable, responsable et entreprenant.
Il concrétise un projet de synergies communales, visant à créer quatre agglomérations regroupant respectivement les communes de Sion et environs, de la région du Chablais, de Sierre et Crans-Montana et de Brigue, Viège et Naters. Ces agglomérations faciliteront l’atteinte d’objectifs et la défense d’intérêts communs, ainsi que la coordination de l’urbanisation. Elles pourront également aider à la création de réseaux de transports communs et efficients.

## Autres mandats
En parallèle de sa fonction de conseiller d'État valaisan, Jean-Michel Cina occupe d'autres mandats :
- BLS AG[32] et BLS Netz AG[33] : membre du conseil d'administration et représentant des corporations de droit public[34] ;
- Suisse Tourisme[35] : membre du comité ;
- Aéroport International de Genève[36] : membre du conseil d'administration[37] jusqu'en juin 2013 ;
- Force Motrices Valaisannes (FMV)[38] : membre du conseil d'administration ;
- Pfyn-Finges[39] : Président honoraire ;
- Réseau des parcs suisses[40] : Président d'honneur[41] ;
- Conférence des Chefs des Départements Cantonaux de l'Économie Publique (CDEP)[42] : Président[43] ;
- Grande Dixence SA[44] : membre du conseil d'administration.